# Kuprit

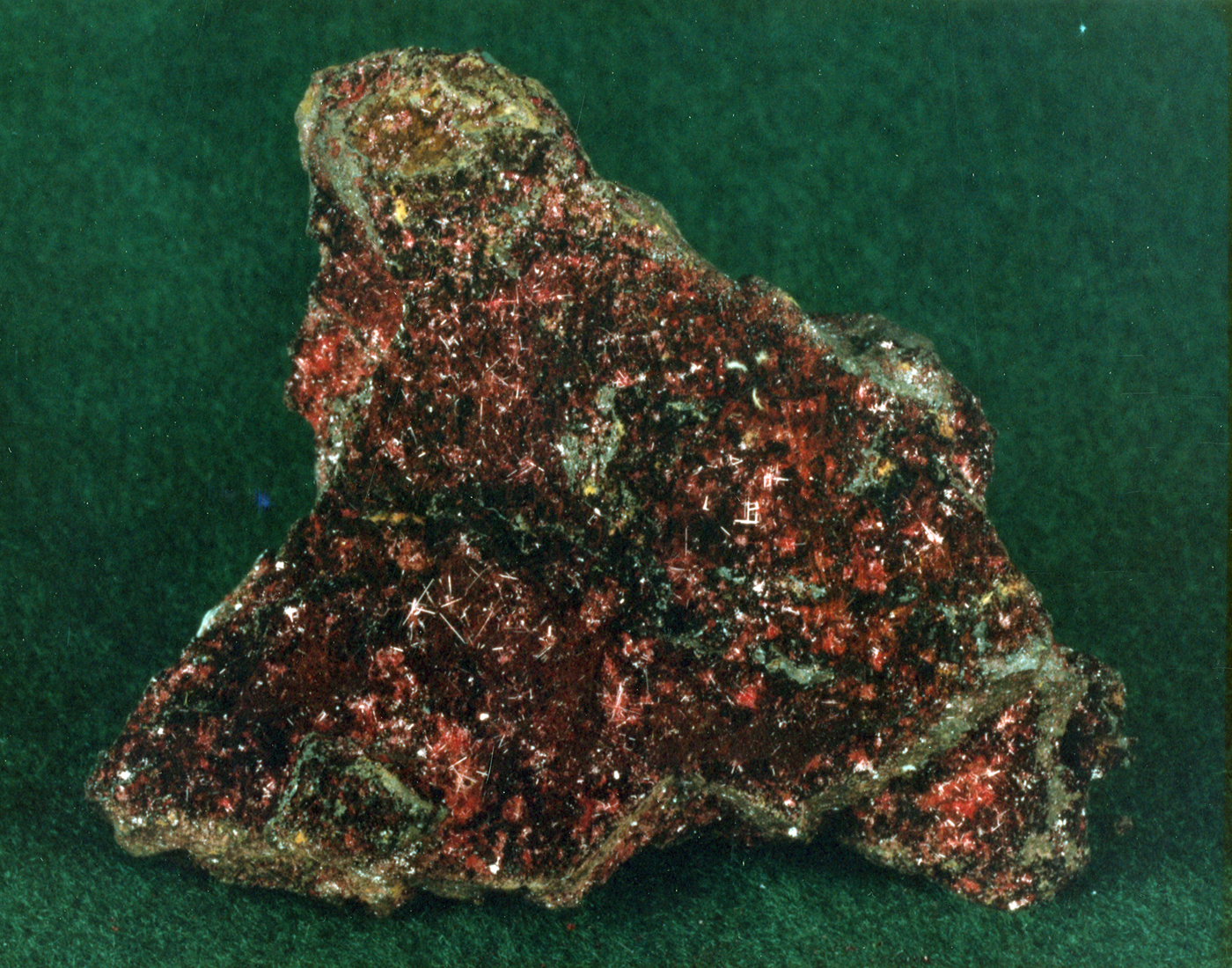
Kuprit

A kuprit (réz-oxid) magas réztartalmú, szabályos kristályrendszerű, az egyszerű oxidok csoportjának ásványegyüttesébe   tartozó ásvány. Oktaéderes vagy rombdodekaéderes kristályokban és tűs halmazokban is megtalálható. Kristályai leggyakrabban durva vagy finomszemcsés vaskos tömegekben fordulnak elő. A legfontosabb rézércásvány.

## Kémiai és fizikai tulajdonságai
- Képlete: Cu2O
- Szimmetriája: szabályos  kristályrendszerben több tengely és lapszimmetriával rendelkezik.
- Sűrűsége: 5,8-6,2 g/cm³.
- Keménysége: 3,5 – 4,0 (a Mohs-féle keménységi skálán).
- Hasadása:  hasadása nem jellemző, csak ritkán érzékelhető.
- Törése: rideg, kagylósan törik.
- Színe: kárminvörös és más vöröses árnyalatokban, felületén sokszor zöldes vagy szürkés árnyalatú.
- Fénye: kristályai üveg vagy fémes fényűek.
- Átlátszósága:  félig áttetsző vagy opak.
- Pora:  vörösesbarna.
- Elméleti réztartalma:  88,8%.
- Oldhatósága:  hígított salétromsavval maratható.
- Izzítva:  megolvad réz kiválása mellett.

## Keletkezése
Másodlagosan keletkezik rézérctelepek oxidációja során.
Hasonló ásványok: cinnabarit, hematit.

## Előfordulásai
Rézérctelepekben gyakori. Oktaéderes kristályosodásban Franciaországban, Angliában Cornwallban, az Egyesült Államokban Arizonában. Jelentős telepei vannak Oroszország uráli és altaji területein, Namíbiában, Bolíviában, Chile területén. Jelentős bányászata volt Olaszországban Ligúriában és Szardinia-szigetén.

## Előfordulásai Magyarországon
Nagybörzsönyben a rózsabányai ércesedésben termésrézzel együtt felszíni kibúvásokban is megtalálható. Szabadbattyánban a bányászat során a galenit mellett találtak malachitot és kupritot is.  Recsken apró foltokban,  a Velencei-hegységben mikrokristályosan találták. Nagyobb előfordulása Rudabányán volt található termésrézzel, nagy centiméteres nagyságú kristályait is megtaláltak.

## Kísérő ásványok
Termésréz, malachit, azurit, limonit.